# أخطب أرأس

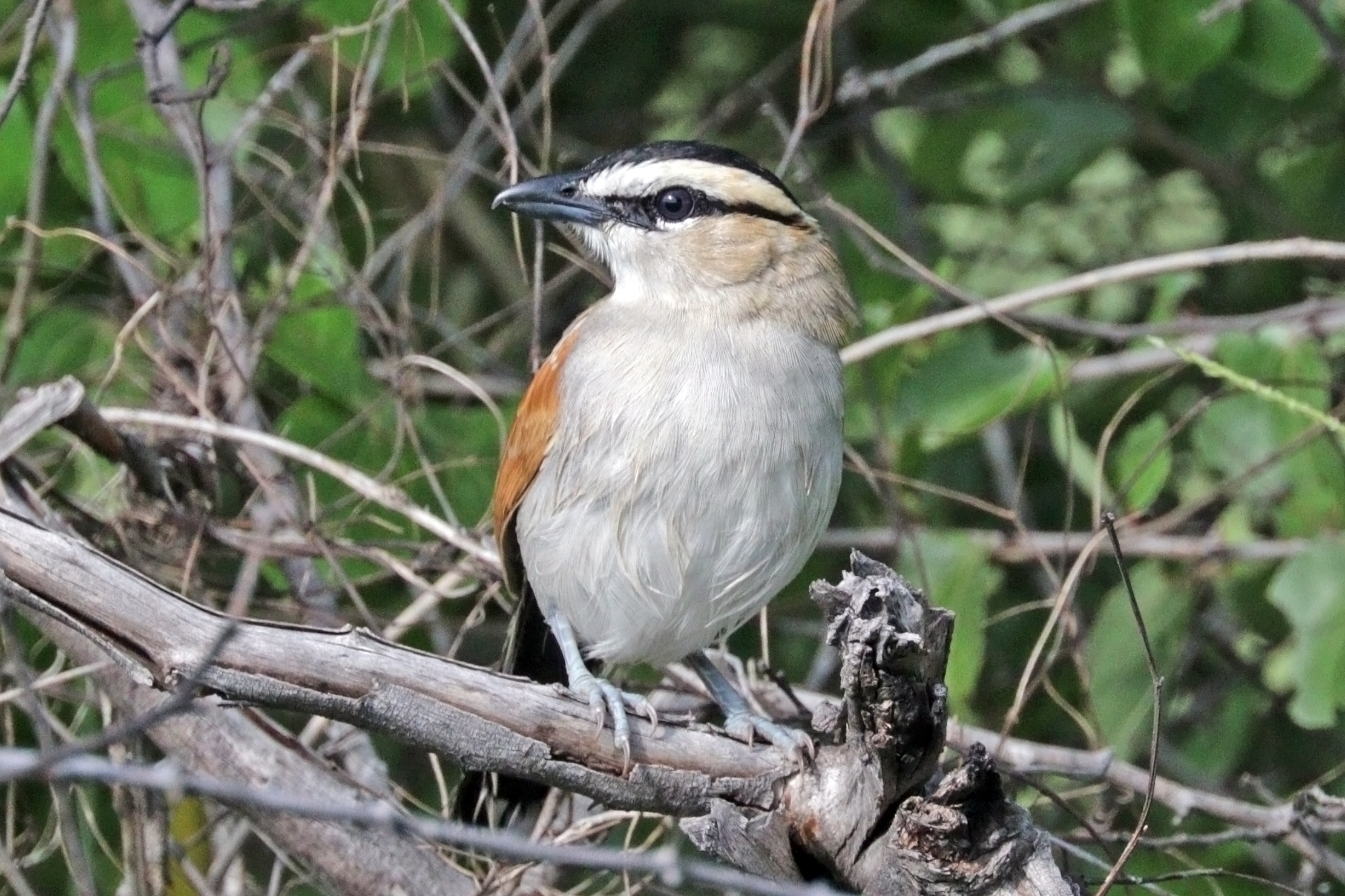
النُويعة الكالاهارية في حديقة نكاسا روبارا الوطنية في ناميبيا

الأخطب الأرأس (الاسم العلمي: Tchagra senegalus) هو طائر من فصيلة دقناشات الشُجيرات، وترتبط هذه فصيلة الجواثم هذه ارتباطًا وثيقًا بالصُردان الحقيقية والتي كانت تُعد جزءًا منها سابقًا.
يوجد هذا النوع في شبه الجزيرة العربية ومعظم أفريقيا في الغابات المكشوفة والموائل شبه الصحراوية والمناطق الزراعية.